# 王粹 (明朝)
王粹，山西陽城人，明朝政治人物、进士。

## 生平
洪武三年，鄉試中舉。洪武十八年（1385年）乙丑科登進士，官至山東僉事。